# Libertango (álbum)
Libertango es un álbum de estudio por el bandoneonista de tango argentino Astor Piazzolla, grabado y editado en 1974 en Italia en 1973 y lanzado por el sello Polydor. Es el primer álbum de su «periodo italiano», y ayudó a popularizar la música de Piazzolla en Europa.

## Antecedentes

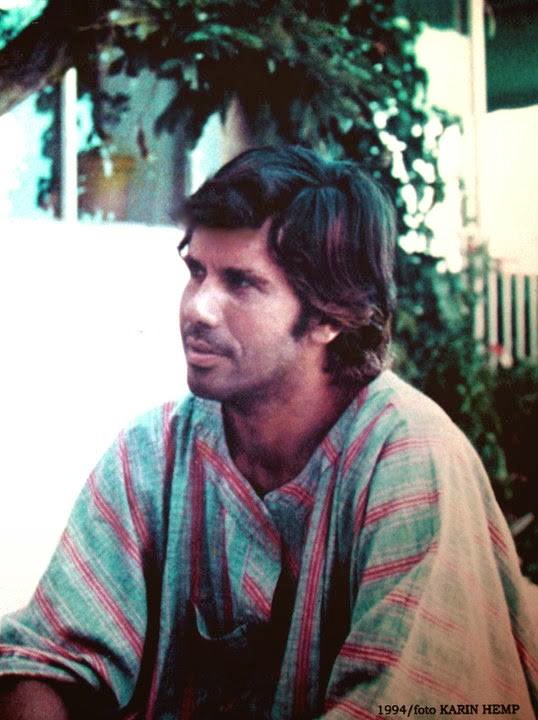
Pino Presti creó y tocó la línea de bajo de Libertango.

Para 1973 y en vista de la caótica situación en Argentina, Astor Piazzolla estaba en búsqueda de un contrato discográfico en Europa, y en marzo de 1974 el productor Aldo Pagani lo llamó por teléfono para ofrecerle un convenio: sería su representante y firmarían un contrato válido por tres años. El productor se comprometía a darle la mitad de lo que produjeran las ventas de cualquier partitura que se publicara, más 500 dólares mensuales y un departamento en Roma, a cambio de un quince por ciento de lo recaudado en las presentaciones europeas.

## Historia
Libertango fue un álbum que tenía un marcado enfoque roquero que el Octeto Electrónico de 1976-1977 buscaría explotar aun más, y también tenía unas cuerdas «en bloque» que según Diego Fischerman «estarían entre lo peor de Piazzolla», pero fue además el primer álbum mal recibido por el público argentino, tratándose para oyentes locales, de un álbum «comercial». Los álbumes que le siguieron tuvieron características similares, Persecuta de 1977, y Mundial 78 de 1978 con motivo de la Copa Mundial de Fútbol de 1978 acontecida en Argentina. En una entrevista de La Opinión de Río de Janeiro,  Astor Piazzolla hace declaraciones diferentes a las que más tarde haría en Europa y Estados Unidos: «mi trabajo puede ser llamado estrictamente música contemporánea de Buenos Aires. No tiene nada que ver con el tango tradicional. Sus temas son otros. Para mí, lo importante es sentir al pueblo, y el tango tradicional no tiene más sentido en nuestra época». En 1974 emprendió una gira Europea por Italia, Francia, España, Venezuela y Brasil, y para cerrar la gira y como último destino, Buenos Aires.
El álbum cuenta con una nueva versión de «Adiós Nonino» además de una serie de tangos, «Libertango» sobre la libertad, «Violentango» sobre la violencia, mientras que «Amelitango» estaba dedicado a Amelita Baltar, pero tras la separación de la pareja Piazzolla rebautizó la pieza, y más adelante la dejó en el olvido.

## Lanzamiento y reediciones
Libertango es uno de los álbumes más exitosos de Astor Piazzolla, y ha sido editado por varios sellos alrededor del mundo. Originalmente se editó en 1974 en Italia, por el sello Polydor, pero se editó en varios países ese mismo año: en Brasil fue editado por un sello llamado Fermata, en Venezuela fue lanzado por Yare, en Uruguay por Trova, en Países Bajos por el efímero sello de BASF y en España por Ariola, y fue reeditado en 1989 por Aspa Records, pero con el título de Italia canta Vol. 1. La edición Argentina de Libertango tiene una foto de portada diferente. En Estados Unidos se editó en 1975 por el sello Chysalis, y en el mismo año se lanzó en: Uruguay por Clave, Reino Unido, Nueva Zelanda, y Australia por Chysali. En México apareció en 1977 distribuido por Gamma y se reeditó en 1983 y 1984 por el sello Helix y Real respectivamente. En Alemania se editó recién en 1984 por Tropical Music. En Grecia fue lanzado en 1989 por Three Eggs. La primera edición en CD apareció en 1992 en Italia por JBR Records, seguida de una edición por Trova en Argentina en 1994, una en 1997 en Italia por Carosello, una nueva edición en Argentina por Página 12, otra reedición Argentina por Trova en 2008, Trova también lo reedito en CD en Argentina en 2011. En 2009 en Italia el sello Carosello lo editó en disco de vinilo, mientrtas que en 2024 también se editó en disco de vinilo por Trova.

## Lista de temas
Todas las canciones escritas y compuestas por Astor Piazzolla, excepto donde se indica. 
| Lado A |                |          |  |
| N.º    | Título         | Duración |  |
| 1.     | «Libertango»   | 2:45     |  |
| 2.     | «Meditango»    | 5:36     |  |
| 3.     | «Undertango»   | 4:07     |  |
| 4.     | «Adiós Nonino» | 5:35     |  |

| Lado B |               |          |  |
| N.º    | Título        | Duración |  |
| 6.     | «Violentango» | 3:31     |  |
| 7.     | «Novitango»   | 3:31     |  |
| 8.     | «Amelitango»  | 4:00     |  |
| 9.     | «Tristango»   | 6:58     |  |

## Créditos
- Astor Piazzolla - bandoneón[8]
- Hugo Heredia, Gianni Baiocco, Marlene Kessik - flautas
- Umberto Benedetti Michelangeli - violín
- Elsa Parravicini - viola
- Paolo Salvi - violonchelo
- Filippo Daccò - guitarra
- Felice Da Vià - piano, órgano
- Gianni Zilioli - órgano, marimba
- Pino Presti (Giuseppe Prestipino) - bajo
- Tullio de Piscopo - batería
- Andrea Poggi - percusión